# Хоноре, Миккель Фролих
Миккель Фролих Хоноре (дат. Mikkel Frølich Honoré; род. 21 января 1997,  в  городе Фредерисия, Дания)   — датский профессиональный шоссейный велогонщик, выступающий с 2019 года за команду «Deceuninck-Quick Step». 

## Достижения
2014
1-й  Sint-Martinusprijs Kontich (юниоры) — Генеральная классификация
Летние юношеские Олимпийские игры
1-й  — Индивидуальная гонка
2-й  — Командная гонка
2015
1-й  Sint-Martinusprijs Kontich (юниоры) — Генеральная классификация
1-й — Этап 1 (КГ)
3-й Trophée Centre Morbihan (юниоры) — Генеральная классификация
1-й — Этап 1
7-й Париж — Рубе юниоры
2017
8-й Льеж — Бастонь — Льеж U23
8-й Тур Фландрии U23
10-й Пикколо Джиро ди Ломбардия U23
2018
1-й Circuit de Wallonie
1-й — Этап 4 Тур де л’Авенир U23
4-й Истриан Спринг Трофи — Генеральная классификация
5-й Гент — Вевельгем U23
10-й Эшборн — Франкфурт U23